# Рана

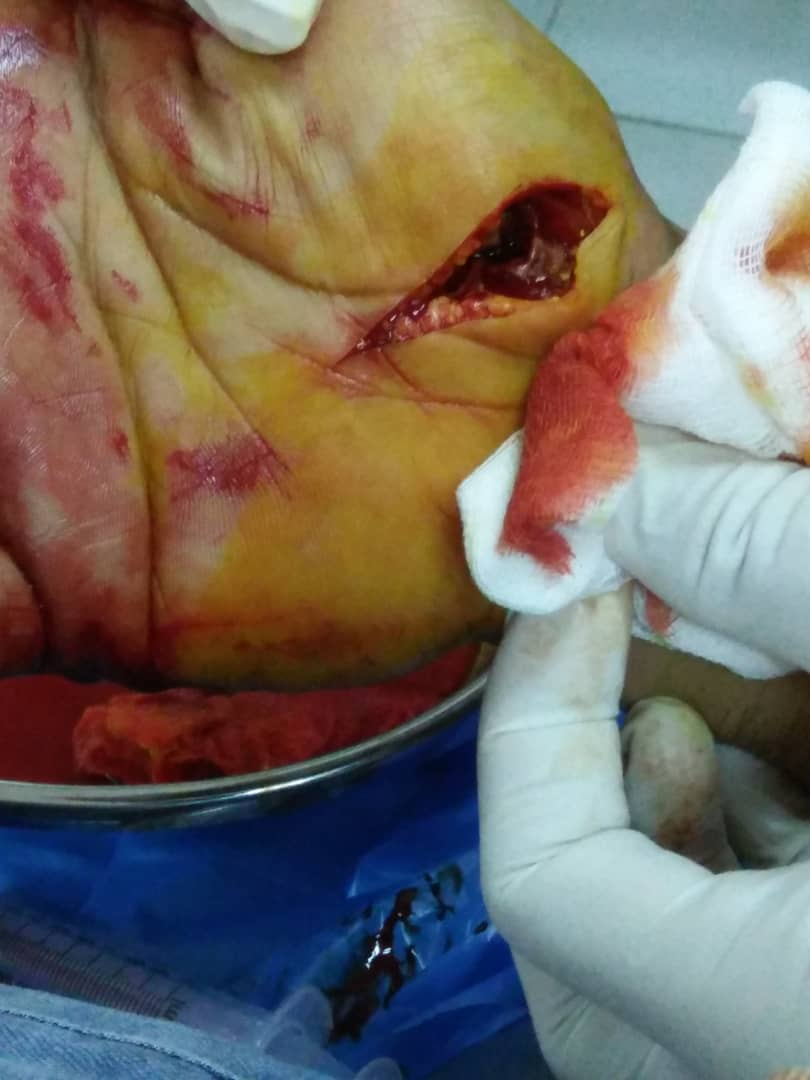
Глибоке поранення долоні

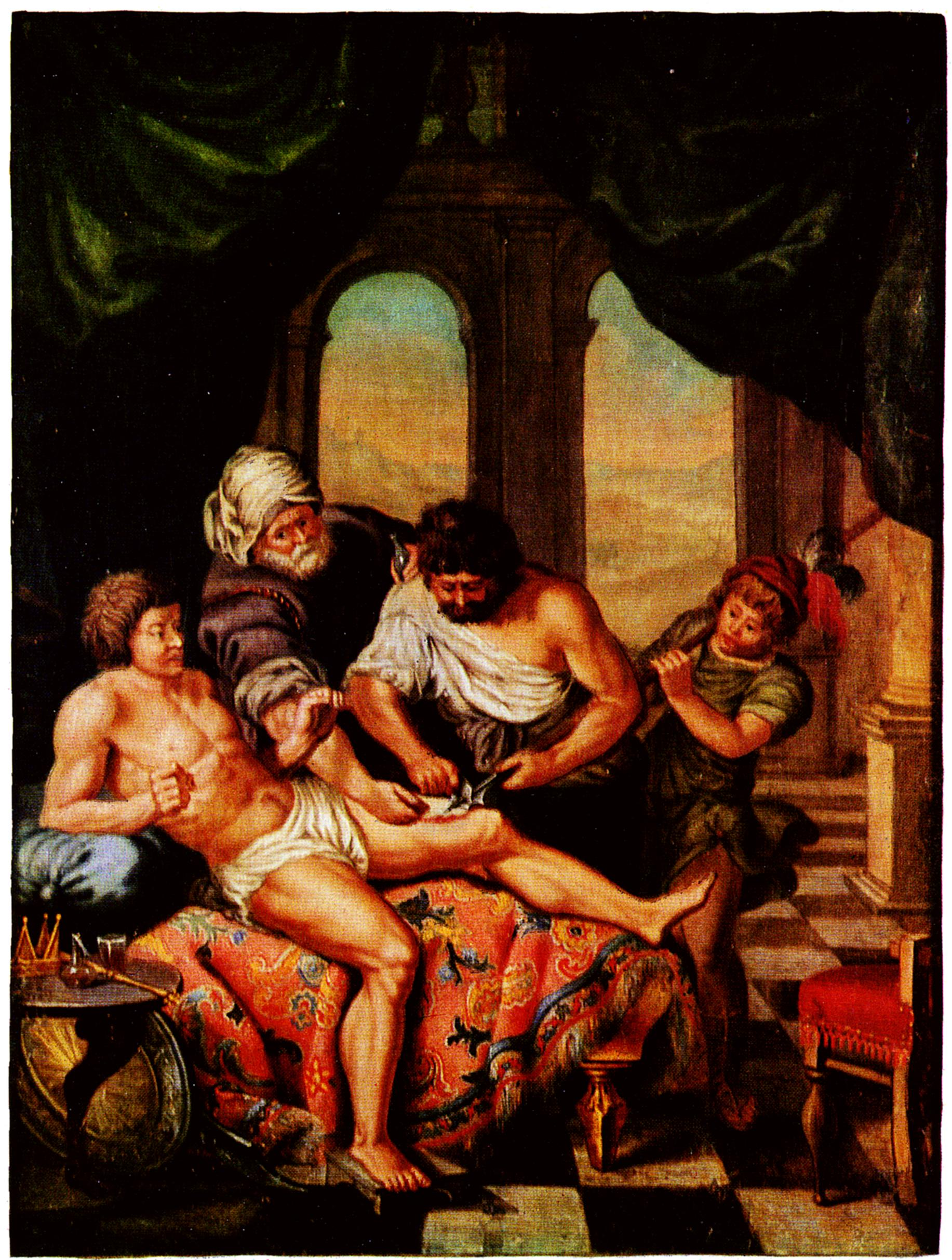
На середньовічному портреті зображено лікування рани, за допомогою металевої стружки з наконечника списа, ймовірно, в надії уникнути інфікування.

Ра́на (лат. vulnus, eris n., τραυμα) — наслідок травми з порушенням цілісності покровів (шкіра, слизові). Додатково можливе пошкодження прилеглих тканин.
Поранення — процес, у томи числі травмування, який спричинений дією різноманітних факторів зовнішнього середовища (природних та штучних), що призводить до виникнення ран.

## Класифікація

### За механізмом утворення
- різані (vulnus incisum) — завдані ковзаючим рухом тонкого гострого предмета (ширина рани більша за глибину)
- колоті (vulnus punctum) — завдані предметом з невеликим поперечним перерізом (глибина рани більша за ширину)
- рвані (vulnus laceratum) — унаслідок перерозтягнення тканин з їх розриванням,
- кусані (vulnus morsum) — завдані зубами комах, плазунів, інших тварин або людини (не обов'язково внаслідок укусу[джерело?]),
- рубані (vulnus caesum) — завдана важким гострим предметом,
- розтрощені (розчавлені, vulnus conquassatum) — характеризуються роздавленими та розірваними тканинами,
- забиті (vulnus contusum) — від удару тупим предметом з одночасним ушкодженням, від удару, навколишніх тканин,
- скальповані — з повним або майже повним відокремленням клаптя шкіри,
- операційні, або хірургічні (vulnus operativum seu chirurgicum) — утворені під час хірургічної операції,
- отруєні (vulnus venenum bibendus) — містить отруту, яка потрапила в рану як результат укусу отруйних: комах (наприклад, скорпіон — жалить), плазунів, інших тварин чи людської діяльності,
- комбіновані (vulnus mixtum, «поєднана»): рвано-кусана, колото-різана (завдано гострими предметами з ріжучими краями) тощо,
- вогнепальні (vulnus sclopetarium) — від вогнепальної зброї (кульові) або уламків боєприпасів (уламкові) вибухової дії:
  - кулями невеликої швидкості (<700 м\с);
  - кулями великої швидкості (>700 м\с);
  - відламкові (осколкові);
  - стрілоподібними елементами;
  - кульками (дробинками);
  - вторинними відламками (при попаданні кулі в тверді тканини — кістки);
  - мінно-вибуховими пристроями;

### За забрудненістю
- чисті
- умовно чисті (забрудненні, умовно інфіковані)
- інфіковані:
  - заражені (гнійні рани)
  - колонізовані (хронічна, «в'яла» ранева інфекція)

### За глибиною
- поверхнева
- глибока

###### За «ходом» раневого каналу:
- непроникні (без ураження серозних оболонок порожнин тіла; канал не сполучає порожнину тіла чи орган із зовнішнім середовищем)
- проникні (без пошкодження і з пошкодженням внутрішніх органів; канал сполучає порожнину тіла чи орган із зовнішнім середовищем)[2]

### За причиною
- операційна (хірургічна)
- випадкова (побутова, виробнича, автодорожня, спортивна, кримінальна, військовослужбовців мирного та воєнного часу)[2]

### Множинні пошкодження
Це поранення двох або кількох органів, які знаходяться в одній порожнині або кілька травм.

### Політравма
Ушкодження двох і більше анатомічних ділянок організму при умові, що хоча б одне з них є загрозливим для життя. Політравма є більш складною в плані діагностичного процесу на початковому етапі. Поранення теж можуть бути при політравмі, і при додатковій травмі, наприклад, внутрішніх органів, учасники невідкладної домедичної допомоги спрямовують заходи для мінімізації ранових ускладнень, опускаючи більш загрозливу для постраждалого внутрішню травму.

## Загоєння ран

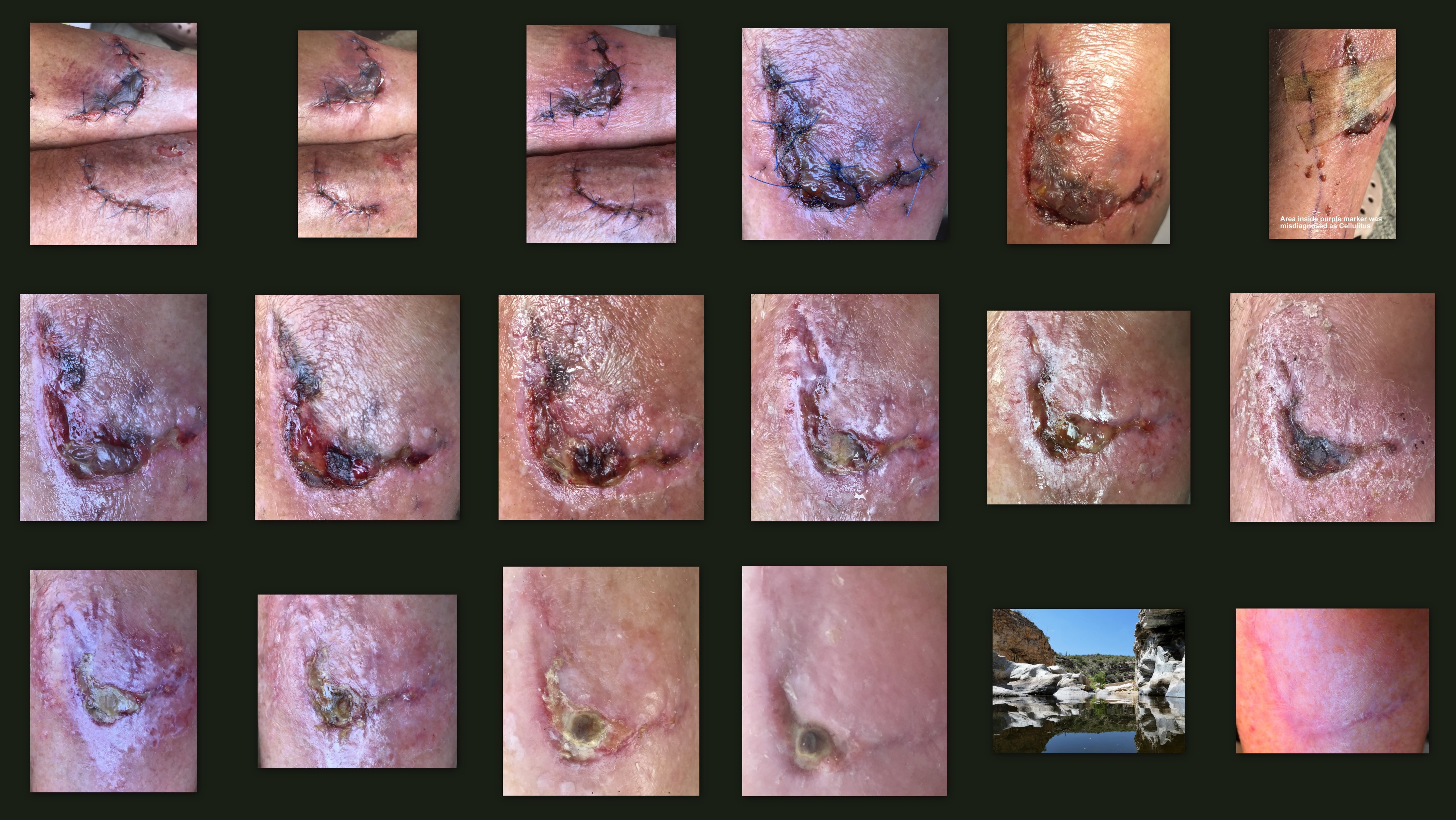
Загоєння рани

Найпростіша класифікація загоєння ран, передбачає три види:
- первинним натягом
- воринним натягом
- під струпом

Первинний натяг (лат. prima intentio) — при склеюванні країв рани фібрином та відсутності забруднення мікроорганізмами. Загоєння відбувається за 5-8-10 діб, у людей похилого віку — до 14 діб. У більшості випадків чисті операційні рани загоюються цим видом натягу.
Вторинний натяг (лат. secunda intentio) — загоєння відбувається з нагноєнням рани, очищенням та заповненням ранового дефекту грануляційною тканиною, утворення рубця. Процес характеризується більш тривалим перебігом у декілька тижнів.
Загоєння під струпом — при наявності поверхневих ран (подряпини, опіки, відмороження) що покриваються кіркою (струпом) з крові (і/чи лімфи) та клітинних елементів. Кірка пропускає назовні ексудат, але не допускає в рану мікроорганізмів, тобто є «біологічною пов'язкою».

## Лікування
Процес лікування та його складність залежить від багатьох факторів:
- чинників, які спричинили виникнення рани
- розміру ран (-и)
- фази раневого процесу
- наявності ускладнень
- та інші

Наприклад, для зупинки кровотечі, можуть застосовуватись місцеві і загальної дії медикаменти, до останніх належить транексамова кислота.
Наприклад, для очищення ран у хірургічній практиці застосовують: гіпертонічний розчин NaCl (10 %), прикладаючи змочені ним марлеві пов'язки. Вдаються до заходів асептики та антисептики, використовують також вакуумну абсорбцію.
Процес лікування є комплексним та індивідуальним. При певних видах ран лікування може тривати місяцями.